# Pseudotocepheus tolanaro
Pseudotocepheus tolanaro är en kvalsterart som beskrevs av Sandór Mahunka 1997. Pseudotocepheus tolanaro ingår i släktet Pseudotocepheus och familjen Tetracondylidae. Inga underarter finns listade i Catalogue of Life.